# Opole (tỉnh)
Opole là một tỉnh của Ba Lan, giáp biên giới với vùng Olomouc của Cộng hòa Séc và các vùng Trnava, Trenčín của Slovakia. Tỉnh lỵ là Opole. Tỉnh có diện tích 9.412,47 ki-lô-mét vuông, dân số thời điểm giữa năm 2004 là 1.053.723 người.

## Các thành phố thị xã
Tỉnh có thành phố và thị xã. Bản sau đây sắp xếp theo thứ tự dân số giảm dần (số liệu dân số thời điểm năm 2006)